# Lower Lake (Kalifornija)
Lower Lake je naseljeno područje za statističke svrhe u američkoj saveznoj državi Kalifornija. Prema popisu stanovništva iz 2010. u njemu je živjelo 1.294 stanovnika.